# پیوه ژن
پیوه ژن روستایی در دهستان پیوه ژن بخش احمدآباد شهرستان مشهد استان خراسان رضوی ایران است.

## جمعیت
بر پایه سرشماری عمومی نفوس و مسکن در سال ۱۳۹۵ جمعیت این روستا ۷۳۳ نفر (در ۲۸۷ خانوار) بوده‌است.

## راه آهن پیوه ژن

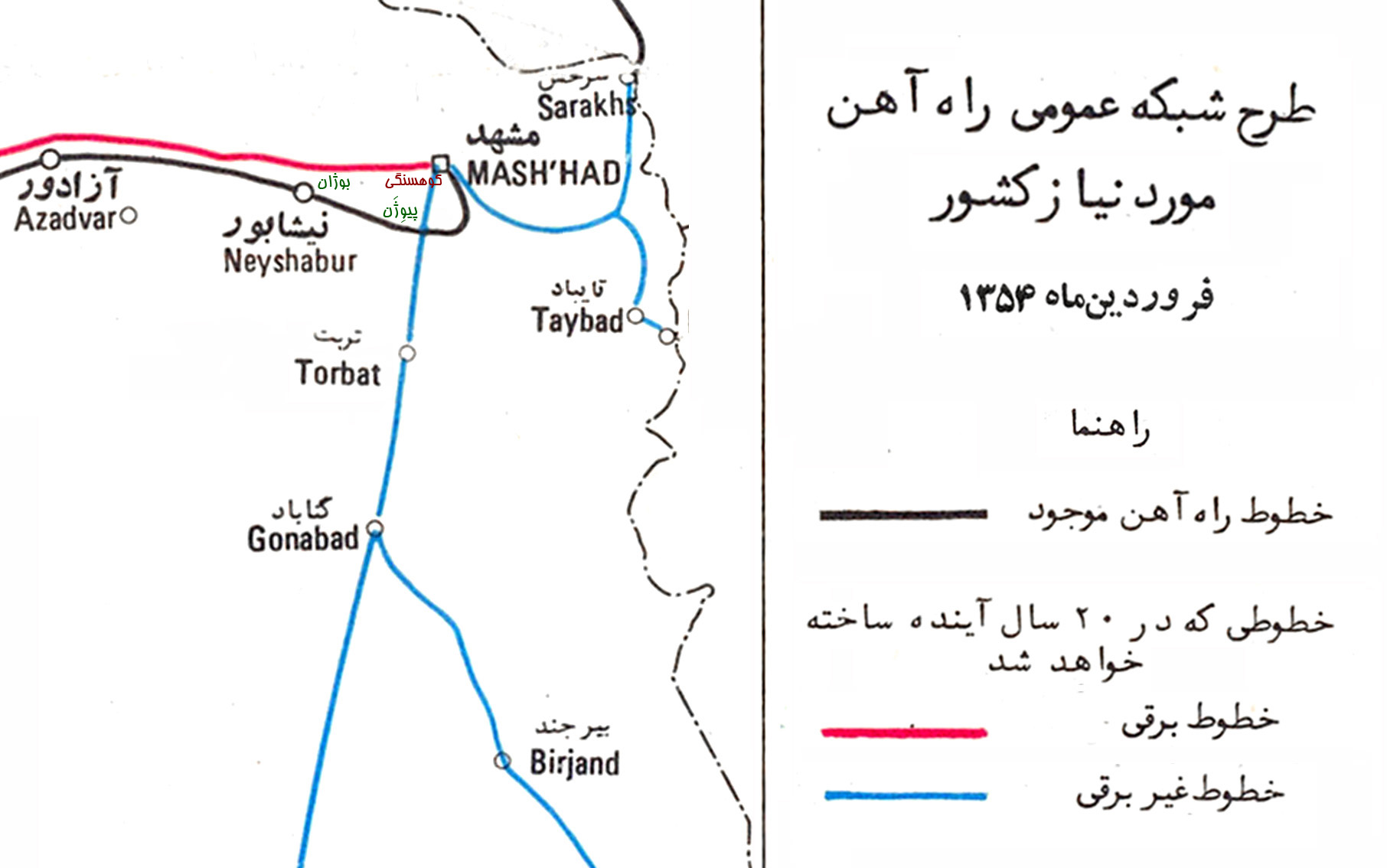
نقشه شبکه راههای ریلی خراسان - فروردین ۱۳۵۴ (تا ۱۳۷۴)

جهت ارتباط ریلی بین مشهد و   شهرهای جنوبی خراسان بزرگ، با توجه به کاربری باری و ترانزیتی این مسیر و نیز کوهستانی بودن آن ، نیاز بود تا از کِشنده (لوکوموتیو)های دیزل استفاده گردد تا قدرت جابجایی کالاهای سنگین را داشته باشند. ازینرو این مسیرها ، بصورت غیربرقی طراحی گردید. این مسیر ریلی، کریدوری از کوهسنگی به پیوِژَن بود و از آنجا ، منطبق با راه ریلی موجود کنونی، به ایستگاه تربت رفته و سپس از گناباد، به دو شاخه تقسیم می گشت که یکی به کرمان و بندر عباس و دیگری به بیرجند و نهبندان ادامه می یافت.